# روب فالنتاين
روب فالنتاين (بالإنجليزية: Rob Valentine)‏ هو موظف مدني وسياسي أسترالي، ولد في 15 يونيو 1950 في هوبارت في أستراليا. انتخب عضو المجلس التشريعي التاسماني ‏ عن دائرة Electoral division of Hobart ‏ (5 مايو 2012 – ) وانتخب Lord Mayor of Hobart ‏ (24 مارس 1999 – 25 أكتوبر 2011).

## وصلات خارجية
- الموقع الرسمي